# Mézes fehér
A mézes fehér egy Magyarországon hagyományosan ültetett szőlőfajta. Eredete ismeretlen. 1960-ban tiszta telepítésben kb. 3200, vegyes telepítésben több mint 18 500 kh-on termesztették, ezzel fehér borszőlőfajtáink között területe a negyedik volt. A legtöbb borvidéken megtalálható.

## Története
Valaha az egyik legkedveltebb tömegbort adta, és a rendszerváltás előtt jóval nagyobb területem termesztették, de az 1990-es évektől erősen visszaszorul (ahogy a figyelem a modernebb fajták felé fordul).

## Leírása
Tőkéje erősen, gyorsan nő. Vastag, világos szennyes- vagy szürkéssárga vesszőin középhosszúak az ízközök. Hajtása barnán csíkozott.
Nagy, simuló rügyei kúposak, erősen gyapjasak. Vitorlája nemezes, halványbronzos-sárgászöld.
Levele nagy, majdnem olyan széles, mint amilyen hosszú, ötkaréjos. Felső oldalöblei mélyek vagy középmélyek, kerek alapúak, mindig zártak. Alsó oldalöblei közepesek vagy sekélyek, nyíltak vagy záródók. Vállöble mindig nyílt, többnyire patkó alakú. Fogai nagyok, ritkán állók és tompák. A levelek színe sötétzöld, felületük hólyagos. Fonákuk gyapjas, de erei sűrűn serteszőrösek. Vastag, durva levélszövetű fajta. Levéllemeze kissé összehajló. Ereinek töve és levélnyele barnászöld.
Virága hímnős. Fürtje középnagy (átlagos tömegük kb. 15 dkg), vállas, kúp alakú, középtömött vagy laza. Fehéres- vagy zöldessárga bogyói középnagyok, gömbölyűek (16x16 mm), vékony héjúak, a napos oldalon rozsdásodók, erősen lédúsak. Bőven termő.
Szeptember első felére beérik; gyakran 18 mustfokkal szüretelik. Jó évjáratokban minősége azonban eléri a 20 cukorfokot is. A legtöbb talajon jól megél. Mivel a rothadásra érzékeny, mély fekvésbe nem való. Rövidre metszve is bőven terem. Vesszői, rügyei könnyen elfagynak.
Elterjedtségét nagy termőképességének és korai érésének köszönheti. Mostohább körülmények között is jól növekszik. A tömegbort termő vidékeken érdemes termeszteni.

## Bora
Harmonikus, kissé lágy, átmeneti a minőségi és a tömegbor között — éppen ezért a termés javából tömegbort készítenek, illetve étkezési szőlőnek adják el.